# Гнездо орлово
Гнездо орлово песма је Анђеле Игњатовић Бресквице, којом се такмичила на националном такмичењу Песма за Евровизију ’24 како би представљала Србију на Песми Евровизије 2024. у Шведској. У финалу Песме за Евровизију ’24 заузела је друго место и имала највише гласова публике. 

## Позадина
Игњатовић је изразила жељу да представља Србију на Песми Евровизије и то са песмом која би осликавала земљу по тексту, музици, сценском наступу и значењу.
Бресквица истиче да текст говори о епској борби између добра и зла, о нади да добро увек победи на крају, као и да оно има снагу да обнови све што зло порушило. Наводи и да сваки слушалац у њему може да пронађе поруку за себе. Назива је правом српском песмом, тј. песмом која носи печат земље из које долази.

## Песма за Евровизију ’24
У децембру 2023. године објављена листа учесника фестивала Песма за Евровизију ’24, међу којима је и Бресквица са песмом Гнездо орлово. Дана 25. јануара 2024. објављене су песме које се такмиче на Песми за Евровизију '24, те и Гнездо орлово, чији текст потписује Реља Торино, а музику и аранжман потписују Хени и Џинсен.

## Пријем
Иако је песма метафорична, изазвала је велику пажњу на друштвеним мрежама и у медијима због различитих тумачења стихова. Убрзо се огласио један од аутора песме и рекао да се за песму везује политика, о којој они нису ни размишљали док су правили песму и да се текст неће мењати. Такође, РТС је изјавио да су све песме такмичења ПзЕ '24 у складу са правилима Песме Евровизије, те да ће песма која победи у такмичењу представљати Србију на Песми Евровизије 2024. године.
Песма је врло брзо постала убедљиво најслушанија на свим платформама од свих такмичара ПзЕ '24. Анђелине колеге Сања Вучић, Даница Црногорчевић, Ивана Селаков, Драгана Мирковић, Мими Мерцедез, Ђани, Зера и Слоба Радановић подржали су Гнездо орлово.